# Vale do Caí

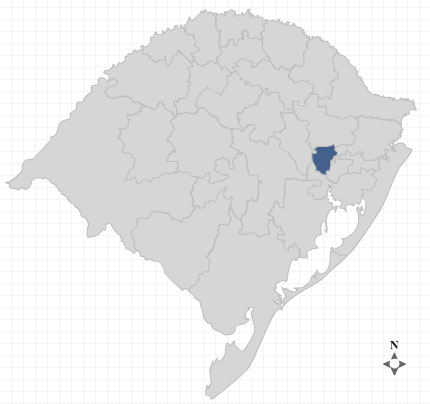
Vale do Caí

O Vale do Caí é composto por 19 municípios, predominantemente colonizados por alemães, açorianos e italianos. O Vale do Caí engloba os seguintes municípios:
- Alto Feliz
- Barão
- Bom Princípio
- Brochier
- Capela de Santana
- Feliz
- Harmonia
- Linha Nova
- Maratá
- Montenegro
- Pareci Novo
- Salvador do Sul
- São José do Hortêncio
- São José do Sul
- São Pedro da Serra
- São Sebastião do Caí
- São Vendelino
- Tupandi
- Vale Real

## Demografia
Dados do Vale do Caí, segundo a Fundação de Economia e Estatística:
- Taxa de analfabetismo (2000) = 4,91 %
- Expectativa de Vida ao Nascer (2000) = 75,12 anos
- Coeficiente de Mortalidade Infantil (2007) = 12,35 por mil nascidos vivos
- População(2019/IBGE) = 227.776 hab.
- PIBpm(2006) = R$ mil 2.327.607
- PIB per capita (2006) = R$ 13.777
- Exportações Totais (2008) = U$ FOB 1.120.382.747